# Membrana interna
Il sistema di membrane interne è quel sistema che suddivide l'interno della cellula eucariota in vari comparti in modo tale da rendere possibile diverse reazioni biochimiche che sarebbero incompatibili se avvenissero nel medesimo spazio.
All'interno della cellula, sia vegetale che animale, si trovano diversi organuli delimitati da una membrana con struttura del tutto simile alla membrana cellulare: un doppio strato di fosfolipidi orientati in modo tale da rivolgere le teste (parte idrofila) verso l'ambiente e l'interno della cellula, e lasciare le code (parte idrofobica) all'interno, in modo da creare una membrana semipermeabile.
Questi organuli che si trovano all'interno svolgono diverse operazioni e reazioni chimiche. Fanno parte di questo sistema di membrane interne il reticolo endoplasmatico liscio, quello rugoso e l'apparato di Golgi insieme ai lisosomi (vescicole con funzioni digestive) che hanno una parziale origine proprio dall'apparato di Golgi.